# Ворота Святого Фредиана
Порта Сан-Фредиано, или Ворота Святого Фредиана (итал. Porta San Frediano) — памятник архитектуры, часть древней крепостной стены во Флоренции. Находятся на западе района Ольтрарно. Название происходит от слободы ремесленников Борго-Сан-Фредиано, располагавшейся у ворот, которой в свою очередь, дала название не сохранившаяся церковь Святого Фредиана, стоявшая на углу Кармельской площади; имя этого храма перешло к церкви Святого Фредиана в Честелло во Флоренции.
Ворота были построены вместе с шестым кругом городских стен между 1332 и 1334 годами на важной дороге в Пизу по проекту, который приписывается архитектору Андреа Пизано. Они должны были стать самыми величественными воротами крепостной стены, но остались недостроенными. Затем их понизили и усилили в годы, предшествовавшие осаде Флоренции. Это было сделано с целью приспособить их к новым требованиям, из-за появившегося в Европе огнестрельного оружия.
На внутренней стороне над аркой находится вырезанный из камня герб Флоренции.
В отличие от района к северу от реки Арно, в этом районе в 1865—1870 годах крепостная стена не была разрушена, чтобы освободить место для дороги; были только проведены работы по обеспечению передвижения людей и грузов через сами ворота.
Сохранились огромные деревянные двери с оригинальными болтами, а также с внешней стороны кованые железные кольца для привязывания лошадей.

## Источники

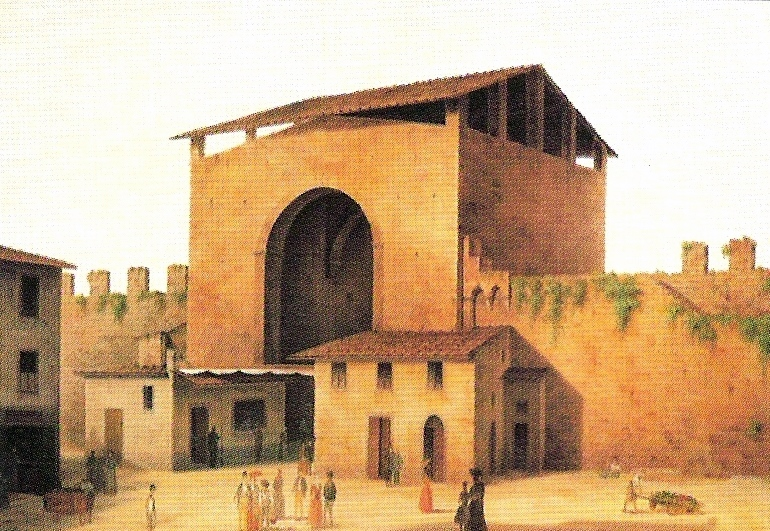
Фабио Борботтони. «Ворота Святого Фредиана во Флоренции» (XIX).